# Crotonia obtecta
Crotonia obtecta är en kvalsterart som först beskrevs av Cambridge 1875.  Crotonia obtecta ingår i släktet Crotonia och familjen Crotoniidae. Inga underarter finns listade i Catalogue of Life.